# FITS
FITS o Flexible Image Transport System es el formato de archivo más utilizado comúnmente en el mundo de la astronomía.
FITS es a menudo utilizado para almacenar también datos que no son imágenes, como espectros electromagnéticos, listas de fotones, cubos de datos y muchos más. Un fichero FITS podría contener varias extensiones, y cada una de ellas podría contener datos de un objeto. Por ejemplo, es posible almacenar imágenes de rayos X y también imágenes pertenecientes al infrarrojo en el mismo archivo FITS.
La mayor ventaja de FITS para datos científicos es que la información de las cabeceras es legible en ASCII, de modo que un usuario puede examinar las cabeceras para investigar un archivo de procedencia desconocida. Cada archivo FITS consiste en una o más cabeceras que contienen secuencias de 80 cadenas de caracteres fijos que llevan pares de valores, interpolados entre los bloques de datos. Los pares de valores proveen información (metadatos) como son el tamaño, origen, formato binario de los datos, comentarios, historia de los datos y cualquier otra información que el creador desee: mientras varias palabras están restringidas para FITS, el estándar permite el uso arbitrario de todas las palabras.

## Imágenes
El más joven y quizás más usado tipo de datos en FITS es una imagen con una cabecera o bloque de datos. El término "imagen" es aplicado con cierta libertad, puesto que el formato soporta matrices de dimensiones arbitrarias -- una imagen con datos normales normalmente está en 2-D o 3-D (con la tercera dimensión se representa el plano de color). Los datos pueden encontrarse en otros formatos como los enteros o de punto flotante, siendo especificados en las cabeceras.
Las cabeceras de una imagen FITS pueden contener información acerca de uno o más sistemas de coordenadas que cubren la imagen por sí misma. Las imágenes contienen un sistema implícito de coordenadas cartesiano que describe la localización de cada pixel en la imagen, pero los usos científicos requieren que se trabaje con un sistema de coordenadas mundial. Como FITS se ha ido generalizando desde sus inicios, las especificaciones del sistema de coordenadas mundial han venido siendo más y más sofisticadas: desde muy temprano las imágenes en FITS permitieron un factor escalar simple para representar el tamaño de los píxeles; pero versiones recientes del estándar permiten múltiples sistemas de coordenadas no lineales, representando distorsiones arbitrarias de la imagen.

## Tablas
FITS también soporta datos tabulados con filas y columnas multidimensionales. Los formatos de tablas binarios y en ASCII han sido especificados, de tal modo que los datos en cada columna de la tabla pueden estar en un formato diferente de los demás datos. Junto con la capacidad de múltiples cadenas y cabeceras o bloques de datos, los archivos FITS pueden representar bases de datos relacionales, así son capaces de representar desde la información más compleja hasta la más simple.

## Utilizando archivos FITS
FITS está soportado mediante bibliotecas disponibles en los lenguajes más utilizados en el ámbito científico, incluyendo C, FORTRAN, Perl, PDL, Python, e IDL. La Oficina de Soporte de FITS de la NASA/GSFC mantiene una lista de bibliotecas y plataformas que actualmente soportan FITS. 
El procesado de imágenes con programas como GIMP y photoshop está limitado a la lectura de las imágenes simples. Es frecuente que no puedan interpretar las tablas y bases de datos más complejas; por ello, los equipos científicos normalmente escriben sus propios programas para tratar la información que almacenan en formato FITS.
Muchos entornos científicos hacen uso de un sistema de coordenadas en la cabecera de FITS para mostrar, comparar, rectificar y realizar otras operaciones que impliquen una manipulación directa de las imágenes FITS. Un ejemplo es la biblioteca para transformar las coordenadas incluida con PDL, ésta biblioteca es conocida como PLOT MAP, también está la biblioteca AST escrita en C, perteneciente al Proyecto Starlink.